# Cianotipia

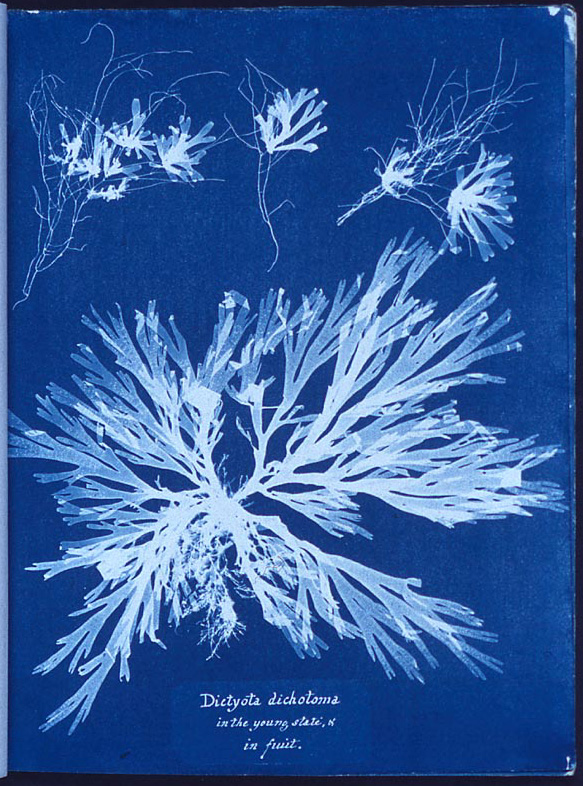
Cianotipo. Algas, por Anna Atkins. 1843.

La cianotipia es un procedimiento fotográfico monocromo que consigue una copia negativa del original en un color azul de Prusia, llamada cianotipo (blueprint, en inglés).
Con el nombre de copia al ferroprusiato se utilizó mucho en la copia de planos de arquitectura hasta que aparecieron las copias heliográficas (diazotipia) que se revelaban con vapores de amoníaco y tenían un color rojizo, y que ya no requerían procesos de enjuagado. En la década de 1960, estas últimas fueron superadas por las copias xerográficas, que ya no requerían originales en papel de calco.
Con el avance de los sistemas informáticos, las impresoras modernas imprimen desde un archivo ejecutado en un programa de diseño asistido por computadora (CAD). Los cianotipos se han visto reducidos al terreno artístico.

## Reseña histórica
El astrónomo inglés Sir John Herschel inventó este procedimiento en 1842. Aunque Herschel lo ideó, fue la botánica británica Anna Atkins la que lo puso inmediatamente en práctica. Atkins publicó una serie de libros documentando helechos y otras plantas, cuyas ilustraciones eran copias azuladas o cianotipos, lo que le permitía documentarlas sin tener que dibujar. Por su serie British Algae, de 1843, Anna Atkins es considerada como la primera mujer fotógrafa. 
El proceso utiliza dos compuestos químicos:
- Citrato de amonio y hierro (III)
- Ferricianuro de potasio

El citrato férrico amoniacal es altamente higroscópico, sensible a la luz solar directa, tiene un olor característico y se le encuentra en presentación “verde” y “café”. El verde es el que se emplea para la cianotipia.
De su mezcla resulta una solución acuosa fotosensible, que se utiliza para recubrir un material (normalmente papel). Una imagen positiva se produce exponiéndola a una fuente de luz ultravioleta (como la luz solar) con un negativo. La luz ultravioleta reduce el hierro (III) a hierro (II). A esto le sigue una reacción compleja del hierro (II) con ferricianuro. El resultado es una sustancia insoluble al agua, de color azul (cian) (ferricianuro ferroso) conocido como azul de Prusia o turquesa.

## Procedimiento de obtención
En un procedimiento normal se mezclan en igual cantidad una solución al 8 % de ferricianuro de potasio y una solución al 20 % de citrato de amonio y hierro (III). Esta solución fotosensible se aplica a una superficie como papel. Se puede dejar secar en la oscuridad o para que el proceso sea más rápido con secadora en algún lugar donde no penetren rayos UV. Las cianotipias pueden ser impresas en cualquier superficie capaz de absorber la solución de hierro. Aunque el papel es el medio preferido, se han utilizado otros materiales.
Al exponer la superficie a la luz ultravioleta, el hierro en las áreas expuestas se reduce, cambiando el papel al color azul (cian) que da nombre al procedimiento. El cambio de color depende de la cantidad de luz, pero pueden obtenerse resultados aceptables tras una exposición de 10 a 20 minutos en un día soleado. Las impresiones pueden hacerse con negativo de gran formato, y película litográfica, o cualquier objeto cotidiano puede utilizarse para producir un fotograma.
Después de un enjuagado final que elimina las sustancias fotosensibles del papel y solo queda el colorante azul formado en la imagen.
El azul de Prusia recién formado necesita oxidarse para alcanzar el color y contraste finales. Naturalmente se oxida con el oxígeno atmosférico, pero el proceso puede acelerarse sumergiendo la impresión en una solución al 3 % de peróxido de hidrógeno (agua oxigenada).